# Chatrapati
Chatrapati (Telugu: ఛత్రపతి, inna pisownia Chatrapathi) to film z roku 2005 wyreżyserowany przez S.S. Rajamouli. W tytułowej roli Prabhas, a w pozostałych Shriya Saran, Bhanupriya, i Pradeep Rawat. Po porażkach filmów Adavi Ramudu i Chakram, Prabhas tym filmem powrócił na top.

## Fabuła
Sivaji (Prabhas), jego przyrodni brat Ashok (Shafi) i matka Ashoka (Bhanupriya), a macocha Sivjiego, są Telugami osiadłymi na Sri Lance. W czasie masowej ucieczki na kontynent rodzina zostaje rozbita. 
Sivaji wraz z grupą innych przesiedleńców jest zmuszony do podjęcia niewolniczej pracy w przemytniczym przedsięwzięciu Bajiego Rao. Dwanaście lat później Sivaji nadal poszukuje swojej matki i brata, a wyzysk stosowany przez Rao powoduje, że staje się przywódcą buntu i okrzyknięty Chatrapati – obrońcą uciśnionych.

## Obsada
- Prabhas – Sivaji/Chatrapati
- Bhanupriya – matka
- Shafi – Ashok
- Shriya Saran – Neelu
- Pradeep Rawat – Ras Bihari
- Narendra Jha – Baji Rao
- Mumaith Khan - występ gościnny w piosence Manela Tintivira
- Arti Agarwal – występ gościnny w piosence Summama Suruyaaa

## Muzyka
| Tytuł                | Wykonawca                                      |
| -------------------- | ---------------------------------------------- |
| A Vachhi B Pai Valli | M. M. Keeravani & Mathangi                     |
| Agni Salkani         | M.M. Keeravani, Mathangi, & Mangari            |
| Summama Suruyaaa     | Kalyani Malik, Sunitha, Smitha, & Niraj Pandit |
| Nallnivanee          | K. S. Chithra                                  |
| Manela Tintivira     | Tippu, Smitha, & Kalyani                       |
| Gundusoodi           | M. M. Keeravani & Sunitha                      |
| Gala Galagala        | K. S. Chithra, Neerippal, & Jassie Gift        |

## Ciekawostki
- Akcja filmu dzieje się w portowym mieście Visakhapatnam w Andhra Pradesh.
- Mahesh Nanda (Venu Madhav), daremnie starający się o rękę Neelu w swoich komediowych scenach nawiązuje żartobliwie do trojakiej postaci bohatera w Anniyan.